# Волгоградский государственный университет
Волгоградский государственный университет — одно из крупнейших высших учебных заведений Волгоградской области. Основан в 1980 году.

## История университета
В 1972 году Волгоградским областным комитетом КПСС было принято решение о необходимости создания в городе государственного университета.
21 июня 1974 года вышло Постановление Совета Министров СССР № 510 об организации в Волгограде государственного университета; 30 октября того же года — Приказ Министерства высшего и среднего специального образования РСФСР № 469 об организации Волгоградского государственного университета.
Открытие состоялось в 1980 году; тогда же на факультет естественных и гуманитарных наук по 5 специальностям поступили первые 250 студентов. Первым деканом единственного тогда факультета стал Р. Л. Ковалевский.
В дальнейшем были созданы 10 институтов, научная библиотека, 21 научно-образовательный центр, 182 образовательные программы, научное издательство и т. д.; открыты филиалы в Волжском и Урюпинске (см. ниже).
По состоянию на 2012 год, в ВолГУ завершили обучение 40000 выпускников, обучались 12000 студентов, аспирантов, докторантов, слушателей, состояло на службе 1800 сотрудников и преподавателей.
ВУЗ является Членом Евразийской ассоциации университетов, Ассоциации классических университетов России, Международной ассоциации преподавателей русского языка и литературы
В 2014 и 2015 годах университет вошел в список лучших университетов стран БРИКС (151 место; согласно Британскому международному консалтинговому агентству Quacquarelli Symonds). Поддерживаются партнерские отношения с Московским государственным университетом имени М. В. Ломоносова, Санкт-Петербургским государственным университетом, Кёльнским университетом, университетами Сорбонна, Инхолланд (Нидерланды) и другими.
В 2015 году ВУЗ отметил своё 35-летие, зачислив, в начале учебного года, более 1300 первокурсников. В конце года в соответствии с приказом Министерства образования и науки Российской Федерации от 30 декабря 2015 года № 1558 «О реорганизации федерального государственного автономного образовательного учреждения высшего образования „Волгоградский государственный университет“ и федерального государственного бюджетного образовательного учреждения высшего профессионального образования „Волгоградский государственный социально-педагогический университет“» к университету был присоединён Волгоградский государственный социально-педагогический университет. Однако год спустя, 21 декабря 2016 года этот приказ был отменён.

## Структура
В структуру ВолГУ входят 11 институтов; около 50 специальных и общеуниверситетских кафедр, 28 направлений магистратуры, 44 направления подготовки бакалавров, 3 специальности; аспирантура (по 42 специальностям) и докторантура (по 9 специальностям). Существует система дополнительного профессионального образования, реализующая президентскую программу подготовки управленческих кадров и программы профессиональной переподготовки, двойного диплома, профессионального повышения квалификации. 

Главный корпус ВолГУ.

### Институты и факультеты
В структуру университета входят 9 институтов, образованных путём изменения статуса соответствующих факультетов:
- Институт экономики и управления
- Институт филологии и межкультурной коммуникации
- Институт непрерывного образования
- Институт истории, международных отношений и социальных технологий
- Институт права
- Институт математики и информационных технологий
- Институт естественных наук
- Институт приоритетных технологий
- Институт международного образования

### Филиалы
В структуру университета входит Волжский гуманитарный институт (г. Волжский; директор Севостьянов Максим Владимирович).

#### Закрытые
Работал также Урюпинский филиал ВолГУ (Урюпинск), закрытый в 2015 году.
ВолГУ имел факультеты в Калаче-на-Дону, Михайловке, Фролово, Ахтубинске; были закрыты в ходе реформы по ликвидации заочных филиалов Волгоградских ВУЗов, которая проводилась администрацией Волгоградской области.
С января 2016 года приказом Министерства образования и науки Российской Федерации № 1558 «О реорганизации федерального государственного автономного образовательного учреждения высшего образования „Волгоградский государственный университет“ и федерального государственного бюджетного образовательного учреждения высшего профессионального образования „Волгоградский государственный социально-педагогический университет“» в состав ВолГУ перешёл бывший филиал ВГСПУ в г. Михайловке, но 21 декабря 2016 года приказ был отменён.

## Научные исследования
Проводятся научные исследования, существует множество научных школ.

## Общеуниверситетские подразделения

### Библиотека
Имеется обширная библиотека, включающая отдел редкой книги, в котором собраны дореволюционные издания, документы 20—30-х годов XX столетия и современные книги, представляющие художественную ценность. Книжный фонд научной библиотеки насчитывает около 903 тысяч экземпляров и ведётся за счет пополнения электронными научно-образовательными изданиями.
Читатели имеют доступ к ресурсам Электронной библиотеки Российского фонда фундаментальных исследований, журналам, изданиям, базам данных и справочникам.

### Издательство
ВолГУ имеет издательство, основанное в 1995 году, ежегодно выпускающее более 25 тысяч экземпляров печатной продукции.
С 1996 года издаётся научный журнал «Вестник Волгоградского государственного университета».
С 2001 года издаётся междисциплинарный сборник научных трудов «Исследования молодых учёных».

### Музейный комплекс
Музейный фонд создан в 1996 году (открытие состоялось в 1997) по инициативе ректора О. В. Иншакова и насчитывает более 2500 экспонатов. Музейный комплекс включает в себя: Музей истории ВолГУ, Музей курсантских полков, Кабинет-музей академика В. И. Борковского, Музеи археологии, антропологии, этнологии.
Представлена история становления и развития университета и вся университетская жизнь: строительство университета, ректорат, структурные подразделения, научная и спортивная деятельность, факультеты и научные школы. На стендах и витринах Музея расположены материалы, рассказывающие о людях, связанных с историей ВолГУ. Экспозиция Музея пополняется.
Комплекс также занимается составлением «Хроники университетской жизни»; первый выпуск книги, посвященный событиям 2005—2009 гг., был издан к 30-летию университета в 2010 году.

## Известные преподаватели и студенты
См. также категории статей: Преподаватели Волгоградского государственного университета, Выпускники Волгоградского государственного университета
К известным преподавателям ВолГУ относятся: Владимир Кучма, София Лопушанская, Владимир Миклюков (математик, основатель лаборатории «Сверхмедленные процессы»), Анатолий Скрипкин, Джучи Туган-Барановский, Игорь Тюменцев.